# Matei I al Constantinopolului
Matei I (în greacă Ματθαῖος Α´, transliterat: Matthaíos 1; n. secolul al XIV-lea – d. august 1410, Constantinopol, Imperiul Roman de Răsărit) a fost patriarhul ecumenic al Constantinopolului din 1397 până în 1410, cu o scurtă întrerupere în perioada 1402–1403.

## Biografie
Matei a intrat ca frate într-o mănăstire la vârsta de cincisprezece ani și a dobândit o educație aleasă. Se știe că a fost călugăr la Mănăstirea Charsianites din Constantinopol în anul 1380, când a fost hirotonit diacon, și a devenit ulterior starețul mănăstirii în anul 1388. Matei a fost elevul lui Marcu, starețul Mănăstirii Kosmidion din Constantinopol, și al patriarhului Nilus Kerameus (1379-1388). În anul 1387, în timpul păstoririi patriarhului Nil, Matei a fost ales episcop al Cizicului, dar se pare că nu a fost hirotonit atunci. El a servit concomitent ca locum tenens (proedros) al Mitropoliei Calcedonului până în aprilie 1389.
Cu sprijinul împăratului Manuel al II-lea Paleologul, a devenit patriarh al Constantinopolului în octombrie 1397, dar s-a confruntat curând cu opoziția mitropoliților Macarie al Ancirei, Matei al Medeei și Ioan Holobolos, care au contestat alegerea sa și au reușit să-l detroneze în toamna anului 1402, în perioada călătoriei lui Manuel în Occident. La întoarcerea împăratului, Matei a fost reinstalat ca patriarh (14 iunie 1403) și a îndeplinit această funcție până la moartea sa. El a încercat să restabilească ordinea ecleziastică prin impunerea unor decizii sinodale stricte împotriva ierarhilor, clerului parohial și călugărilor. A susținut cu fermitate drepturile canonice ale patriarhiei în toate provinciile imperiului și s-a străduit să îmbunătățească situația financiară a patriarhiei. Patriarhul Matei a murit în august 1410.